# Dipchasphecia kurdaica
Dipchasphecia kurdaica is een vlinder uit de familie wespvlinders (Sesiidae), onderfamilie Sesiinae.
Dipchasphecia kurdaica is voor het eerst wetenschappelijk beschreven door Špatenka, Petersen & Kallies in 1997. De soort komt voor in het Palearctisch gebied.